# Roman Sergejewitsch Trofimow
Roman Sergejewitsch Trofimow (russisch Роман Сергеевич Трофимов: engl. FIS-Transkription Roman Sergeevich Trofimov; * 19. November 1989 in Leninogorsk, Tatarische ASSR, Russische SFSR, Sowjetunion) ist ein russischer Skispringer. Sein bisher größter Erfolg ist Mannschaftsgold mit dem russischen Team bei der Winter-Universiade 2017 im kasachischen Almaty.

## Werdegang
Trofimow begann seine internationale Karriere im Juli 2007 im FIS Cup in Bischofshofen. Ab August 2007 gehörte er dann zum festen Kader für den Skisprung-Continental-Cup. Am 20. Dezember 2008 gelang ihm mit einem 2. Platz in Liberec erstmals der Sprung aufs Podium. Bei den russischen Meisterschaften im Januar 2009 in Nischni Tagil konnte sich Trofimow gegen die russischen Weltcup-Springer durchsetzen und seinen ersten Meistertitel im Einzel holen. Wenige Wochen später ging er bei den Nordischen Junioren-Skiweltmeisterschaften in Štrbské Pleso an den Start. Dabei sprang er von der Normalschanze auf den 23. Platz und wurde mit dem Team Fünfzehnter. Im restlichen Saisonverlauf nahm er erneut an den Wettkämpfen des Continental Cups teil und erreichte weiterhin konstant die Punkteränge. Die Saison schloss er auf dem 36. Platz in der Gesamtwertung ab. Am 6. Februar 2010 startete Trofimow in Willingen erstmals im Skisprung-Weltcup, verpasste jedoch mit Erreichen des 48. Ranges den Finaldurchgang. Bei den russischen Meisterschaften 2010 in Meschduretschensk gewann Trofimow sowohl von der Normalschanze als auch von der Großschanze mit jeweils deutlichem Vorsprung den Titel. Darüber hinaus gewann er mit seinen Moskauer Kollegen auch das Teamspringen.
Trofimow hielt vom 10. August 2008 bis 13. September 2009 den Schanzenrekord auf der K120 der MS 1970 in Štrbské Pleso mit 101,5 m. Ende März 2010 nahm er an der Skiflug-Weltmeisterschaft 2010 in Planica teil. Dabei flog er im Einzel auf den 38. Platz, ehe er gemeinsam mit Georgi Tscherwjakow, Stanislaw Oschtschepkow und Ilja Rosljakow Neunter im Teamfliegen wurde. Beim Weltcup-Springen am 19. Dezember 2010 in Engelberg konnte er mit einem 30. Platz seinen ersten Weltcup-Punkt erzielen. Bei den Nordischen Skiweltmeisterschaften 2011 in Oslo verpasste er sowohl von der Normal- als auch von der Großschanze die Qualifikation. Am 27. November 2011 errang er in Kuusamo mit der russischen Mannschaft den dritten Platz und damit seine erste Podestplatzierung.
Bei der Winter-Universiade 2013 im italienischen Predazzo gewann Trofimov mit russischen Mannschaft von der Normalschanze die Silbermedaille. Zudem belegte er in den Einzelwettbewerben den zwölften (Normalschanze) und den 30. (Großschanze) Platz. Vier Jahre später holte er mit seinen Landsleuten Alexander Baschenow und Michail Maximotschkin gar Gold im Mannschaftswettbewerb vor Slowenien und Polen.
Am 1. Dezember 2018 konnte er beim Weltcupspringen in Nischni Tagil als 26. erstmals seit der Saison 2010/11 wieder Weltcuppunkte gewinnen und zugleich sein bisher bestes Einzelergebnis erzielen. Bei den Weltmeisterschaften 2019 in Seefeld in Tirol wurde er 39. von der Normal- und 43. von der Großschanze. Mit russischen Männermannschaft belegte er Platz neun im Mannschaftswettbewerb.
Mitte September 2019 wurde Trofimow russischer Sommer-Meister von der Normalschanze des RusSki Gorki in Sotschi. Damit holte er bereits seinen 15. Meistertitel.
Zum Saisonauftakt 2020/21 belegte Trofimow gemeinsam mit Michail Maximotschkin, Ilja Mankow und Jewgeni Klimow den siebten Platz beim Teamspringen von der Wisłaer Adam-Małysz-Schanze. Tags drauf verpasste er als 47. die Punkteränge im Einzel. Diese erreichte er hingegen am ersten Dezemberwochenende beim Heim-Weltcup in Nischni Tagil, als er am ersten Wettkampftag den 27. Platz sowie am zweiten Tag Rang 23 belegte. Daraufhin wurde Trofimow auch in das fünfköpfige Aufgebot Russlands für die Skiflug-Weltmeisterschaft 2020 in Planica berufen, doch konnte er sich dort im Training nicht durchsetzen und kam daher bei keiner Medaillenentscheidung zum Einsatz. Nachdem er in Engelberg keine weiteren Punktgewinne im Weltcup erzielen konnte, wurde Trofimow nicht für die Vierschanzentournee 2020/21 nominiert. Nach einer mehrwöchigen Pause trat er Ende Januar in Willingen wieder bei einem Weltcup-Springen an, blieb den Punkterängen jedoch fern. Daher nahm er an den ersten beiden Februarwochenenden an den Wettbewerben des Continental Cups in Willingen und Klingenthal teil, wo er mit einer Ausnahme immer in den zweiten Durchgang sprang und sein bestes Ergebnis ein 18. Platz darstellte. Mitte Februar sprang Trofimow beim Weltcup-Springen im rumänischen Râșnov auf den 24. Platz und wurde zudem gemeinsam mit Irma Machinja, Irina Awwakumowa und Jewgeni Klimow Sechster im Mixed-Team. Diese Ergebnisse reichten jedoch nicht mehr aus, um in das russische Aufgebot für die Weltmeisterschaften 2021 in Oberstdorf nominiert zu werden. Die Saison schloss er bei den russischen Meisterschaften in Tschaikowski mit Gewinn des Meistertitels im Team sowie der Bronzemedaille von der Großschanze ab. Im Gesamtweltcup belegte er den 56. Platz, sein bis dato bestes Gesamtergebnis.
Bei der Vierschanzentournee 2021/22 erreichte er mit Platz 47 sein bisher bestes Tourneeergebnis. Bei den Olympischen Winterspielen 2022 in Peking belegte er in den Einzelwettbewerben von der Normal- und von der Großschanze jeweils den 23. Platz. Mit der russischen Männermannschaft wurde er von der Großschanze Siebter.

## Statistik

### Weltcup-Platzierungen
| Saison  | Platz | Punkte |
| ------- | ----- | ------ |
| 2010/11 | 78.   | 002    |
| 2018/19 | 66.   | 005    |
| 2019/20 | 69.   | 003    |
| 2020/21 | 56.   | 019    |
| 2021/22 | 56.   | 029    |

### Grand-Prix-Platzierungen
| Saison | Platz | Punkte |
| ------ | ----- | ------ |
| 2010   | 51.   | 018    |
| 2011   | 77.   | 007    |
| 2016   | 55.   | 028    |
| 2017   | 44.   | 038    |
| 2019   | 59.   | 014    |
| 2021   | 10.   | 168    |